# Liste der Kulturdenkmale in Leipzig-Zentrum-West, A–J
Die Liste der Kulturdenkmale in Leipzig-Mitte (Zentrum-West) enthält die Kulturdenkmale des Leipziger Ortsteils „Zentrum-West“, die in der Denkmalliste vom Landesamt für Denkmalpflege Sachsen mit Stand 2017 erfasst wurden.
Aus Platzgründen ist diese Liste geteilt. In dieser Liste sind die Kulturdenkmale in den Straßen mit den Anfangsbuchstaben A–J erfasst. Die Kulturdenkmale in den Straßen K–Z sind in der Liste der Kulturdenkmale in Leipzig-Zentrum-West, K–Z aufgeführt.

## Legende
- Bild: Bild des Kulturdenkmals, ggf. zusätzlich mit einem Link zu weiteren Fotos des Kulturdenkmals im Medienarchiv Wikimedia Commons. Wenn man auf das Kamerasymbol klickt, können Fotos zu Kulturdenkmalen aus dieser Liste hochgeladen werden:
- Bezeichnung: Denkmalgeschützte Objekte und ggf. Bauwerksname des Kulturdenkmals
- Lage: Straßenname und Hausnummer oder Flurstücknummer des Kulturdenkmals. Die Grundsortierung der Liste erfolgt nach dieser Adresse. Der Link (Karte) führt zu verschiedenen Kartendiensten mit der Position des Kulturdenkmals. Fehlt dieser Link, wurden die Koordinaten noch nicht eingetragen. Sind diese bekannt, können sie über ein Tool mit einer Kartenansicht einfach nachgetragen werden. In dieser Kartenansicht sind Kulturdenkmale ohne Koordinaten mit einem roten bzw. orangen Marker dargestellt und können durch Verschieben auf die richtige Position in der Karte mit Koordinaten versehen werden. Kulturdenkmale ohne Bild sind an einem blauen bzw. roten Marker erkennbar.
- Datierung: Baubeginn, Fertigstellung, Datum der Erstnennung oder grobe zeitliche Einordnung entsprechend des Eintrags in der sächsischen Denkmaldatenbank
- Beschreibung: Kurzcharakteristik des Kulturdenkmals entsprechend des Eintrags in der sächsischen Denkmaldatenbank, ggf. ergänzt durch die dort nur selten veröffentlichten Erfassungstexte oder zusätzliche Informationen
- ID: Vom Landesamt für Denkmalpflege Sachsen vergebene, das Kulturdenkmal eindeutig identifizierende Objekt-Nummer. Der Link führt zum PDF-Denkmaldokument des Landesamtes für Denkmalpflege Sachsen. Bei ehemaligen Kulturdenkmalen können die Objektnummern unbekannt sein und deshalb fehlen bzw. die Links von aus der Datenbank entfernten Objektnummern ins Leere führen. Ein ggf. vorhandenes Icon  führt zu den Angaben des Kulturdenkmals bei Wikidata.

## Liste der Kulturdenkmale in Leipzig-Mitte (Zentrum-West)
| Bild                                    | Bezeichnung | Lage                                    | Datierung | Beschreibung | ID       |
| --------------------------------------- | --- | --------------------------------------- | --- | --- | -------- |
| Weitere Bilder                          | Kleingartenanlage mit Vereinshaus | Aachener Straße 7 (Karte)               | 1896 (Vereinshaus) | Putzfassade mit Fachwerkelementen und Turm, Schreberverein hier ansässig seit 1876, siehe auch Schreber-Hauschild-Denkmal (Objekt 09291095), Anlage von Seltenheitswert, Wert für die Volksbildung, Vereinshaus heute Deutsches Kleingärtnermuseum, überregional von Bedeutung als eine der ältesten erhaltenen Kleingartenanlagen und ebenfalls als Museum der Deutschen Kleingärtnerbewegung | 09291094 |
|                                         | Denkmal für Ernst Hauschild und Moritz Schreber | Aachener Straße 7 (bei) (Karte)         | 1901 (Denkmal) | in der Kleingartensparte »Dr. Schreber«, Denkmal von besonderem kultur- und stadtgeschichtlichem Wert | 09291095 |
| Direkt Bild zu diesem Denkmal hochladen | Handschwengelpumpe mit Brunnenschacht und Abdeckplatte | Alexanderstraße (Karte)                 | vor 1891 (Handschwengelpumpe) | Typ Gotik, ortsgeschichtlich von Bedeutung | 09292747 |
|                                         | Mietshaus in ehemals geschlossener Bebauung | Alexanderstraße 46 (Karte)              | 1883 (Mietshaus) | Putzfassade mit Sandsteingliederung, baugeschichtliche Bedeutung | 09291086 |
| Weitere Bilder                          | Palmengartenwehr; Elsterwehr (Brücke mit Wehranlage) | Am Elsterwehr (Karte)                   | 1913-1917 (Wehr) | Elsterwehr, auch Palmengartenwehr genannt, technisches Denkmal als kombiniertes Walzen-Schützen-Wehr inklusive seiner Aufbauten, auch baukünstlerische und stadtgeschichtliche Bedeutung | 09293976 |
|                                         | Klubhaus in offener Bebauung | Am Elsterwehr 2 (Karte)                 | 1932 (Klubhaus) | Haus eines Tennisklubs, Putzfassade in kubischen Formen, Seltenheitswert, im Stil der Neuen Sachlichkeit, Bedeutung für die Architekturgeschichte | 09299195 |
|                                         | Mietshaus in halboffener Bebauung (zwei Hausnummern: Otto-Schill-Straße 6 und Apels Garten 2) und Vorgarten an der Otto-Schill-Straße | Apels Garten 2 (Karte)                  | 1836 (Mietshaus) | zeittypische Putzfassade, baugeschichtlich von Bedeutung als eines der frühesten erhaltenen Zeugnisse der westlichen Stadterweiterung | 09290928 |
| Weitere Bilder                          | Theaterbau in geschlossener Bebauung in Ecklage (Anschrift: Bosestraße 1 und Gottschedstraße 8), mit Lessingbüste und Gedenktafel | Bosestraße 1 (Karte)                    | 1954-1957 (Theater) | Putzfassaden mit Sandsteinelementen, in den Formen der nationalen Bautradition, Entwurf: Architektenkollektiv Karl Souradny, Franz Herbst, Rolf Brummer, städtebaulich markanter wirkungsvoller Bau von baugeschichtlichem, stadt- und theatergeschichtlichem Wert | 09290964 |
|                                         | Geschäftshaus (Anschrift: Bosestraße 2 und Dittrichring 21) in Ecklage und ehemals geschlossener Bebauung | Bosestraße 2 (Karte)                    | 1908 (Geschäftshaus) | prachtvolle neobarocke Sandsteinfassade mit Kolossalgliederung, großartiger markanter Geschäftshausbau mit städtebaulicher Wirkung, bau- und stadtgeschichtlich bedeutsam, überregional von Bedeutung | 09290015 |
|                                         | Mietshaus in geschlossener Bebauung in Ecklage | Bosestraße 4 (Karte)                    | 1890er Jahre (Mietshaus) | mit Läden, Klinkerfassade, teilweise bleiverglaste Treppenhausfenster, baugeschichtlich von Bedeutung | 09291496 |
|                                         | Mietshaus in geschlossener Bebauung | Bosestraße 5 (Karte)                    | 1904-1905 (Mietshaus) | Werkstein-Putz-Fassade, Marmor und Stuck im Eingangsbereich, baugeschichtlich von Bedeutung | 09291497 |
|                                         | Mietshaus in geschlossener Bebauung | Carl-Maria-von-Weber-Straße 4 (Karte)   | 1878 (Mietshaus) | am Elstermühlgraben, mit Hausdurchgang, Klinkerfassade mit Sandsteingliederung und Balkons, baugeschichtlich von Bedeutung | 09290966 |
|                                         | Mietshaus in geschlossener Bebauung | Carl-Maria-von-Weber-Straße 5 (Karte)   | 1879 (Mietshaus) | am Elstermühlgraben, mit Hausdurchgang, Klinkerfassade mit Sandsteingliederung und Balkons, baugeschichtlich von Bedeutung | 09290967 |
|                                         | Handschwengelpumpe mit Brunnenschacht und Abdeckplatte | Davidstraße (Karte)                     | 1909 (Handschwengelpumpe) | gegenüber Davidstraße 9 und bei Sebastian-Bach-Straße 24, Typ Kleiner Löwe, ortsgeschichtlich von Bedeutung | 09292455 |
|                                         | Mietshaus in geschlossener Bebauung und in Ecklage, mit Einfriedung und Vorgarten | Davidstraße 1 (Karte)                   | 1885-1886 (Mietshaus) | prächtige historisierende Putzfassade, markanter Eckbau mit baugeschichtlichem Wert | 09290046 |
|                                         | Mietshaus in halboffener Bebauung | Davidstraße 1b (Karte)                  | 1887 (Mietshaus) | mit Tordurchfahrt, Klinkerfassade, Stuck im Eingangsbereich, baugeschichtlich von Bedeutung | 09290047 |
|                                         | Mietshaus in halboffener Bebauung | Davidstraße 3 (Karte)                   | 1874 (Mietshaus) | historisierende Putzfassade, Stuck und Fußbodenkacheln im Eingangsbereich, baugeschichtlich von Bedeutung | 09290048 |
|                                         | Mietshaus in geschlossener Bebauung | Davidstraße 4 (Karte)                   | 1875 (Mietshaus) | historisierende Putzfassade, geätzte Treppenhausfenster, baugeschichtlich von Bedeutung | 09290049 |
|                                         | Mietshaus in geschlossener Bebauung | Davidstraße 5 (Karte)                   | 1874 (Mietshaus) | Putzfassade, Fußbodenkacheln und Holzpaneele im Eingangsbereich, baugeschichtlich von Bedeutung | 09290050 |
|                                         | Mietshaus in geschlossener Bebauung | Davidstraße 6 (Karte)                   | 1875 (Mietshaus) | Putzfassade, geätzte Treppenhausfenster, baugeschichtlich von Bedeutung | 09290051 |
|                                         | Mietshaus in geschlossener Bebauung und in Ecklage, mit Ladenausstattung | Davidstraße 9 (Karte)                   | 1873 (Mietshaus) | mit Eckladen, zeittypische Putzfassade, originaler Laden mit Stuck, baugeschichtlich von Bedeutung | 09290052 |
|                                         | Mietshaus in geschlossener Bebauung (bauliche Einheit mit Nr. 12) | Davidstraße 10 (Karte)                  | 1874 (Mietshaus) | Putzfassade, stadtteilentwicklungsgeschichtliche Bedeutung | 08966355 |
|                                         | Mietshaus in geschlossener Bebauung | Davidstraße 11 (Karte)                  | 1874 (Mietshaus) | mit Tordurchfahrt, Putzbau mit reich ornamentierter Fassade (Stuck), baugeschichtlich von Bedeutung | 09290053 |
|                                         | Mietshaus in geschlossener Bebauung (bauliche Einheit mit Nr. 10) | Davidstraße 12 (Karte)                  | 1874 (Mietshaus) | Putzfassade, stadtteilentwicklungsgeschichtlich von Bedeutung | 09292425 |
|                                         | Mietshaus in geschlossener Bebauung | Davidstraße 13 (Karte)                  | 1879 (Mietshaus) | ehemals mit Laden, Putzfassade, Holzpaneele im Eingangsbereich, baugeschichtlich von Bedeutung | 09290054 |
|                                         | Mietshaus in geschlossener Bebauung | Davidstraße 14 (Karte)                  | 1872 (Mietshaus) | Putzfassade, teilweise geätzte Treppenhausfenster, baugeschichtlich von Bedeutung | 09290055 |
|                                         | Mietshaus in geschlossener Bebauung | Davidstraße 15 (Karte)                  | 1881 (Mietshaus) | mit figürlichen Stuckreliefs im Eingangsbereich, zeittypische Putzfassade, baugeschichtlich von Bedeutung | 09290056 |
| Direkt Bild zu diesem Denkmal hochladen | Brücke über den Pleißemühlgraben und ehemaliges Rückhaltebecken | Dittrichring - (Karte)                  | 1903 (Straßenbrücke) | sogenannte Möllerbrücke (Stahlbetonbrücke mit dem Konstruktionsprinzip des Hängegurtträgers, Brückenkonstruktion benannt nach dem Ingenieur Max Möller), Seltenheitswert, Technisches Denkmal mit überregionaler Bedeutung | 09303936 |
|                                         | Wohn- und Geschäftshaus (mit Otto-Schill-Straße 2) in geschlossener Bebauung | Dittrichring 1 (Karte)                  | 1890-1891 (Wohn- und Geschäftshaus) | Sandstein-Putz-Fassade, teilweise bleiverglaste Treppenhausfenster, Westseite grenzt an Lurgensteins Steg und den Pleißemühlgraben, städtebaulich und baugeschichtlich von Bedeutung | 09290948 |
| Weitere Bilder                          | Geschäftshaus (Anschrift: Bosestraße 2 und Dittrichring 21) in Ecklage und ehemals geschlossener Bebauung | Dittrichring 21 (Karte)                 | 1908 (Geschäftshaus) | Hochschule für Musik und Theater; ehem. Verwaltungsgebäude der Lebensversicherung zu Leipzig; Darmstädter und Nationalbank Filiale Leipzig; Haus der deutsch-sowjetischen Freundschaft prachtvolle neobarocke Sandsteinfassade mit Kolossalgliederung, großartiger markanter Geschäftshausbau mit städtebaulicher Wirkung, bau- und stadtgeschichtlich bedeutsam, überregional von Bedeutung | 09290015 |
|                                         | Einzeldenkmal der Sachgesamt Umgestaltungsgebiet Innere Westvorstadt am Dorotheenplatz: Mehrfamilienhaus (siehe Sachgesamtheitsliste - Obj.-Nr. 09306509) | Dorotheenplatz 1; 3 (Karte)             | 1983-1989 (Mehrfamilienwohnhaus) | postmoderner Plattenbau mit vorgelagerten Arkaden an den zum Platz weisenden Seiten sowie Funktionsunterlagerung, hervorstechendes architektonisches Zeugnis der 1980er Jahre für innerstädtisches Bauen in der DDR, baugeschichtlich und städtebaulich von Bedeutung | 09306789 |
|                                         | Sachgesamtheit Umgestaltungsgebiet Innere Westvorstadt am Dorotheenplatz mit folgenden Einzeldenkmalen: Mehrfamilienhäuser Dorotheenplatz 1, 3 (siehe Einzeldenkmalliste - Obj. 09306789), Dorotheenplatz 2, 4 (siehe Einzeldenkmalliste - Obj. 09306791), Elsterstraße 1, 3, 5 zus. mit Kolonnadenstraße 2 (siehe Einzeldenkmalliste - Obj. 09306827), Kolonnadenstraße 4, 6, 8, 10 (siehe Einzeldenkmalliste - Obj. 09306829), Kolonnadenstraße 14, 16 (siehe Einzeldenkmalliste - Obj. 09306830), Kolonnadenstraße 1, 3 zus. mit Reichelstraße 2, 4, 6, 8 (siehe Einzeldenkmalliste - Obj. 09306828), Kolonnadenstraße 11, 13 (siehe Einzeldenkmalliste - Obj. 09306831), Kolonnadenstraße 12, 15, 21, 22 und die gestaltete Platzsituation sowie rückwärtige Freiflächengestaltungen als Sachgesamtheitsteile | Dorotheenplatz 1; 3 (Karte)             | 1983-1989 (Mehrfamilienwohnhaus) | postmoderne Plattenbauten mit teilweise vorgelagerten Arkadengängen sowie Funktionsunterlagerung, Baukomplex entstand auf dem Gelände des untergegangenen barocken Apels Garten, dessen Fächerform des Wegesystems sich am Verlauf von Elsterstraße, Kolonnadenstraße und Reichelstraße heute noch ablesen lässt, von städtebaulichem und zeithistorischem Wert, baugeschichtlich von Bedeutung | 09306509 |
|                                         | Einzeldenkmal der Sachgesamt Umgestaltungsgebiet Innere Westvorstadt am Dorotheenplatz: Mehrfamilienhaus (siehe Sachgesamtheitsliste - Obj.-Nr. 09306509) | Dorotheenplatz 2; 4 (Karte)             | 1983-1989 (Mehrfamilienwohnhaus) | postmoderner Plattenbau mit vorgelagerten Arkaden an den zum Platz weisenden Seiten sowie Funktionsunterlagerung, hervorstechendes architektonisches Zeugnis der 1980er Jahre für innerstädtisches Bauen in der DDR, baugeschichtlich und städtebaulich von Bedeutung Datierung | 09306791 |
|                                         | Mietshaus in offener Bebauung in Ecklage | Dorotheenplatz 3b (Karte)               | 1860er Jahre (Mietshaus) | zeittypische Putzfassade, stadtbaugeschichtlich und architekturhistorisch von Bedeutung | 09291514 |
|                                         | Einzeldenkmal der Sachgesamt Umgestaltungsgebiet Innere Westvorstadt am Dorotheenplatz: Mehrfamilienhaus (Kolonnadenstraße 2 und Elsterstraße 1-5, siehe Sachgesamtheitsliste - Obj. 09306509) | Elsterstraße 1; 3; 5 (Karte)            | 1983-1989 (Mehrfamilienwohnhaus) | postmoderner Plattenbau mit vorgelagerten Arkaden an den zum Platz weisenden Seiten sowie Funktionsunterlagerung, hervorstechendes architektonisches Zeugnis der 1980er Jahre für innerstädtisches Bauen in der DDR, baugeschichtlich und städtebaulich von Bedeutung | 09306827 |
|                                         | Mietshaus in ehemals geschlossener Bebauung mit Vorgarten | Elsterstraße 4 (Karte)                  | bezeichnet 1914 (Mietshaus) | Putzfassade, baugeschichtlich von Bedeutung | 09262323 |
|                                         | Veranstaltungsgebäude (mit zwei Hausnummern) in offener Bebauung | Elsterstraße 22; 24 (Karte)             | 1881, später überformt (Veranstaltungsbau) | ehemals mit Terrasse, ursprünglich Reiterhalle und Keglerheim, Putzfassade, in den 1920er Jahren modernisiert, ortsgeschichtlich von Bedeutung | 09290981 |
|                                         | Mietshaus in geschlossener Bebauung mit Vorgarten und Einfriedung | Elsterstraße 33 (Karte)                 | um 1863 (Mietshaus) | Putzfassade, baugeschichtlicher Wert | 09290982 |
|                                         | Ehemaliges Vereinshaus (mit zwei Hausteilen, Nr. 35 und 35a), mit Einfriedung sowie Hinterhaus (Nr. 35b) | Elsterstraße 35; 35a; 35b (Karte)       | 1858 (Vereinshaus) | zu DDR-Zeiten Klub der Intelligenz, in den 1920er Jahren: Arionenhaus, zeittypische Putzfassade, zwei Zimmer im Obergeschoss mit Holztäfelung um 1890, baugeschichtlich und ortsgeschichtlich von Bedeutung | 09290983 |
|                                         | Mietvilla mit Garten und Einfriedung | Elsterstraße 38 (Karte)                 | im Kern 1864-1865 (Mietvilla), 1874 (Mietvilla) | neobarocke Putzfassade, großartiger Bau in repräsentativer Lage mit baugeschichtlichem und personengeschichtlichem Wert | 09290984 |
|                                         | Mietshaus in halboffener Bebauung und in Ecklage, mit Vorgarten | Elsterstraße 39 (Karte)                 | 1863 (Mietshaus) | Putzfassade, Figurennischen im Treppenhaus, markanter Eckbau mit baugeschichtlicher Bedeutung | 09290985 |
|                                         | Mietshaus in halboffener Bebauung, mit Hinterhausflügel, Garten, Vorgarten und Einfriedung | Elsterstraße 40 (Karte)                 | 1874 (Mietshaus) | neobarocke Putzfassade, Stuck im Hausdurchgang, Säulen im Eingangsbereich, baugeschichtlich von Bedeutung | 09290986 |
|                                         | Mietshaus in geschlossener Bebauung und in Ecklage, mit Vorgarten | Elsterstraße 41 (Karte)                 | 1879 (Mietshaus) | mit Eckladen, Putzfassade mit Sandsteingliederung, baugeschichtlicher Wert | 09290987 |
|                                         | Mietshaus in geschlossener Bebauung (bauliche Einheit mit Nr. 45), mit Vorgarten | Elsterstraße 43 (Karte)                 | 1882 (Mietshaus) | Putzfassade mit Sandsteingliederung, baugeschichtliche Bedeutung | 09290988 |
|                                         | Mietshaus in geschlossener Bebauung in Ecklage (bauliche Einheit mit Nr. 43), mit Vorgarten | Elsterstraße 45 (Karte)                 | 1882 (Mietshaus) | am Elstermühlgraben, mit Tordurchfahrt, Putzfassade mit Sandsteingliederung, Eckerker, markanter Eckbau von baugeschichtlichem Wert | 09290989 |
|                                         | Mietshaus in geschlossener Bebauung, mit Vorgarten und Einfriedung | Elsterstraße 46 (Karte)                 | 1863 (Mietshaus) | Putzfassade mit Sandsteingliederung, baugeschichtlicher Wert | 09290990 |
|                                         | Mietshaus in geschlossener Bebauung in Ecklage, mit Vorgarten | Elsterstraße 48 (Karte)                 | 1862 (Mietshaus) | Putzfassade, baugeschichtlicher und personengeschichtlicher Wert als Wohnort der Familie Senf | 09290991 |
|                                         | Mietshaus in geschlossener Bebauung, mit Vorgarten | Elsterstraße 61 (Karte)                 | 1868 (Mietshaus) | mit Tordurchfahrt, zeittypische Putzfassade, baugeschichtlich von Bedeutung | 09290994 |
|                                         | Doppelmietshaus (mit Jahnallee 25) in geschlossener Bebauung in Ecklage | Elsterstraße 65 (Karte)                 | um 1875, Teil eines Doppelmietshauses (Mietshaus) | mit Tordurchfahrt und Läden, Putzfassade mit Eckerker, Stuck in der Tordurchfahrt, baugeschichtlich von Bedeutung | 09290995 |
| Weitere Bilder                          | Lutherkirche; Kirche (mit Ausstattung), mit gestaltetem Umfeld und Grabmal der Fam. Seyfferth an der äußeren Chorwand | Ferdinand-Lassalle-Straße (Karte)       | 1884-1886 (Kirche), 1889 (Altarbild), 1886 (Kanzel), 1886 (Taufe), 1886 (Orgel)                                                                                                   | neogotische Kirche, städtebaulich markante Lage in der Achse Schreberstraße und am Johannapark, Ziegelbau, Architekt: Julius Zeißig, baukünstlerische und stadtgeschichtliche Bedeutung | 09290100 |
| Weitere Bilder                          | Mietshaus in offener Bebauung und in Ecklage, mit Einfriedung und Garten sowie Vorgarten an der Gustav-Mahler-Straße | Ferdinand-Lassalle-Straße 1a (Karte)    | 1900 (Mietshaus) | Sandstein-Putz-Fassade, mit Erkern und Balkons, im Stil des Historismus, Jugendstilausstattung, großartiger repräsentativer Eckbau von baugeschichtlicher und ortsentwicklungsgeschichtlicher Bedeutung | 09290170 |
| Weitere Bilder                          | Mietshaus in geschlossener Bebauung, mit Einfriedung und Vorgarten | Ferdinand-Lassalle-Straße 2 (Karte)     | 1883-1884 (Mietshaus) | historisierende Putz-Sandstein-Fassade, zur Straßenfront Standerker mit Balkon, geätzte Treppenhausfenster, Stuck im Eingangsbereich, baugeschichtlich von Bedeutung | 09290101 |
|                                         | Mietshaus in geschlossener Bebauung, mit Einfriedung, Toreinfahrt und Vorgarten | Ferdinand-Lassalle-Straße 5 (Karte)     | 1880-1882 (Mietshaus) | prächtiger Mietwohnungsbau der späten Gründerzeit mit baugeschichtlichem Wert | 09290102 |
| Weitere Bilder                          | Mietshaus in geschlossener Bebauung mit Einfriedung, zwei Toreinfahrten und Vorgarten sowie Remise mit Kutscherwohnung im Hof | Ferdinand-Lassalle-Straße 6 (Karte)     | 1881-1882 (Mietshaus) | Sandstein-Klinker-Fassade, Prägetapete im Innern, Stuck in der Tordurchfahrt, Bürgerpalais mit baugeschichtlichem Wert | 09290103 |
|                                         | Mietshaus in geschlossener Bebauung mit Einfriedung und Vorgarten | Ferdinand-Lassalle-Straße 7 (Karte)     | 1881-1884 (Mietshaus) | historisierende Putzfassade mit polygonalem Vorbau, prächtiges Bürgerpalais, baugeschichtlicher Wert | 09290104 |
| Weitere Bilder                          | Mietshaus in geschlossener Bebauung und in Ecklage, mit Einfriedung und Vorgarten | Ferdinand-Lassalle-Straße 8 (Karte)     | 1881-1882 (Mietshaus) | reich gestaltete Putzfassade mit Erkern, im Stil des Historismus, großartiger Eckbau, baugeschichtlich bedeutsam | 09290105 |
|                                         | Mietshaus in geschlossener Bebauung und in Ecklage, mit Einfriedung und Vorgarten | Ferdinand-Lassalle-Straße 9 (Karte)     | 1881-1882 (Mietshaus) | historisierende Putzfassade mit Balkons, turmartige Eckausbildung, prächtiges Eckgebäude mit baugeschichtlichem Wert | 09290106 |
|                                         | Mietshaus in geschlossener Bebauung mit Einfriedung und Vorgarten | Ferdinand-Lassalle-Straße 10 (Karte)    | 1881-1882 (Mietshaus) | Putzfassade mit gusseiserner Veranda, im Stil des Historismus, baugeschichtliche Bedeutung | 09290107 |
|                                         | Mietshaus in geschlossener Bebauung, mit Vorgarten und Einfriedung | Ferdinand-Lassalle-Straße 11 (Karte)    | bezeichnet 1881 (Mietshaus) | symmetrische Sandsteinfassade mit mittigem Standerker, Wandmalerei in der Tordurchfahrt, wirkungsvoller prächtiger Wohnungsbau, im Stil des Historismus, baugeschichtlich bedeutsam | 09290108 |
|                                         | Mietshaus in geschlossener Bebauung, mit Einfriedung und Vorgarten | Ferdinand-Lassalle-Straße 14 (Karte)    | 1886-1887 (Mietshaus) | Putzfassade mit Loggien und polygonalem Vorbau, wirkungsvolles Bürgerpalais, im Stil des Historismus, baugeschichtliche Bedeutung | 09290099 |
|                                         | Mietshaus in geschlossener Bebauung mit Einfriedung und Vorgarten | Ferdinand-Lassalle-Straße 15 (Karte)    | 1885-1886 (Mietshaus) | Putzfassade mit Loggien und polygonalem Vorbau, Bürgerpalais mit reicher Ausstattung, im Stil des Historismus, baugeschichtlich bedeutsam | 09290110 |
|                                         | Mietshaus in geschlossener Bebauung, mit Einfriedung, Toreinfahrt und Vorgarten sowie Hinterhaus | Ferdinand-Lassalle-Straße 16 (Karte)    | 1885-1886 (Mietshaus) | symmetrisch gestaltete Sandsteinfassade mit zwei seitlichen Standerkern, prachtvoller Wohnbau, im Stil des Historismus, baugeschichtliche Bedeutung | 09290111 |
|                                         | Mietshaus in geschlossener Bebauung mit Vorgarten und Einfriedung | Ferdinand-Lassalle-Straße 17 (Karte)    | 1885-1886 (Mietshaus) | Putz-Sandstein-Fassade mit Loggien und polygonalem Vorbau, großartiger Wohnbau, im Stil des Historismus, baugeschichtlich bedeutsam | 09290112 |
|                                         | Mietshaus in geschlossener Bebauung mit Einfriedung und Vorgarten | Ferdinand-Lassalle-Straße 18 (Karte)    | 1886-1888 (Mietshaus) | Putzfassade mit Loggien und polygonalem Vorbau, palaisartiger Mietwohnungsbau, im Stil des Historismus, von baugeschichtlichem Interesse | 09290113 |
| Weitere Bilder                          | Villa mit Einfriedung und Garten | Ferdinand-Lassalle-Straße 21 (Karte)    | 1884-1885 (Villa) | Putzfassade, prachtvoller Villenbau, im Stil der Neoranissance, benannt nach dem Erstbesitzer Kaufmann Friedrich Krügel, baugeschichtlich von Bedeutung | 09290114 |
|                                         | Villa mit Einfriedung und Villengarten | Ferdinand-Lassalle-Straße 22 (Karte)    | um 1885 (Villa) | reich gestaltete, historisierende Putzfassade, erbaut für den Kaufmann Gustav E. Najork, baugeschichtlich von Interesse | 09290115 |
|                                         | Einzeldenkmal der Sachgesamtheit Clara-Zetkin-Park: Denkmal für Franz Schubert (siehe Sachgesamtheitsdokument - Obj. 09304591) | Franz-Schubert-Platz (Karte)            | bezeichnet 1928 (Denkmal) | Porträt-Stele des Komponisten Franz Schubert (1797-1828), aufgestellt im Albertpark (heute Clara-Zetkin-Park), ortsgeschichtlich und personengeschichtlich von Bedeutung | 09295786 |
|                                         | Verwaltungsgebäude | Friedrich-Ebert-Straße 19a (Karte)      | bezeichnet 1925 (Verwaltungsgebäude) | ehemals Berufsgenossenschaft der Textilindustrie, Putzfassade mit Porphyrtuff-Gliederungen, bleiverglaste Treppenhausfenster, im Reformstil der Zeit um 1910, baugeschichtlich und ortsgeschichtlich von Bedeutung | 09291703 |
|                                         | Mietvilla (mit Ausstattung) in halboffener Bebauung, sowie Einfriedung zur Gustav-Mahler-Straße und Garten | Friedrich-Ebert-Straße 25 (Karte)       | 1851 (Mietvilla), 1855-1861 (Einfriedung) | historistische Putzfassade, baugeschichtlich von Bedeutung | 09299657 |
|                                         | Mietshaus in offener Bebauung | Friedrich-Ebert-Straße 27 (Karte)       | 1857 (Mietshaus) | mit Tordurchfahrt, Putzfassade, baugeschichtliche Bedeutung | 09291657 |
|                                         | Doppelmietshaus in offener Bebauung | Friedrich-Ebert-Straße 45a; 47a (Karte) | 1859 (Doppelmietshaus) | schlichte Putzfassade, ehemals Teil einer Wagenbau- und Geschirrfabrik (siehe auch Nummer 45b und 47b sowie Gustav-Mahler-Straße 20 und 22), ortsgeschichtlich von Bedeutung | 09291658 |
| Weitere Bilder                          | Hinterhaus im Hof (Friedrich-Ebert-Straße 45b, ehemals Fabrikgebäude) und Mietshaus (Gustav-Mahler-Straße 20) in halboffener Bebauung | Friedrich-Ebert-Straße 45b (Karte)      | 1874 (Hinterhaus), 1874 (Mietshaus) | schlichte Putzfassade, ehemals Teil einer Wagenbau- und Geschirrfabrik (siehe auch Friedrich-Ebert-Straße 45a/47a), ortsgeschichtlich und industriegeschichtlich von Bedeutung | 09291704 |
| Weitere Bilder                          | Hinterhaus im Hof (Friedrich-Ebert-Straße 47b, ehemals Fabrikgebäude) und Mietshaus (Gustav-Mahler-Straße 22) in halboffener Bebauung | Friedrich-Ebert-Straße 47b (Karte)      | 1874 (Hinterhaus), 1874 (Mietshaus) | schlichte Putzfassade, ehemals Teil einer Wagenbau- und Geschirrfabrik (siehe auch Friedrich-Ebert-Straße 45a/47a), ortsgeschichtlich von Bedeutung | 09291030 |
|                                         | Doppelmietshaus in offener Bebauung, ehemals mit Fabrik | Friedrich-Ebert-Straße 49; 51 (Karte)   | um 1860 (Doppelmietshaus) | schlichte Putzfassade, bildet Ensemble mit Nachbarhaus Nummer 45a/47a, ortsgeschichtlich von Bedeutung | 09300713 |
|                                         | Doppelmietshaus (Anschrift: Friedrich-Ebert-Straße 58 und Mendelssohnstraße 11) in ehemals geschlossener Bebauung in Ecklage | Friedrich-Ebert-Straße 58 (Karte)       | 1863 (Teil eines Doppelmietshauses) | Putzfassade, im Rundbogenstil des 19. Jahrhunderts, baugeschichtlich von Bedeutung | 09291660 |
|                                         | Mietshaus in ehemals geschlossener Bebauung und in Ecklage | Friedrich-Ebert-Straße 64 (Karte)       | 1880 (Mietshaus) | am Elstermühlgraben, historisierende Klinkerfassade, Terrazzo mit Mosaik und Stuck im Eingangsbereich, baugeschichtlich von Bedeutung | 09291706 |
|                                         | Mietshaus in halboffener Bebauung, mit seitlicher Toranlage sowie Pflaster | Friedrich-Ebert-Straße 65 (Karte)       | 1879 (Mietshaus) | historistische Klinkerfassade mit Balkons, Marmorstufen im Eingangsbereich, baugeschichtlich bedeutsam | 09291662 |
|                                         | Mietshaus in geschlossener Bebauung (bauliche Einheit mit Nr. 68) | Friedrich-Ebert-Straße 66 (Karte)       | 1878 (Mietshaus) | am Elstermühlgraben, mit Hausdurchgang, Klinkerfassade mit gusseiserner Veranden, Stuck und Terrazzo mit Mosaik im Eingangsbereich, baugeschichtlicher Wert | 09291663 |
|                                         | Mietshaus (Nr. 67) in offener Bebauung, mit seitlicher Toranlage (Nr. 69, Toreinfahrt und Pforte) | Friedrich-Ebert-Straße 67; 69 (Karte)   | 1879 (Mietshaus) | Pforte als Windfang mit Portal neben der Toreinfahrt zu Nummer 69, gründerzeitliches Mietshaus mit Klinkerfassade, baugeschichtlich von Bedeutung | 09291664 |
|                                         | Mietshaus in geschlossener Bebauung (bauliche Einheit mit Nr. 66) | Friedrich-Ebert-Straße 68 (Karte)       | 1880er Jahre (Mietshaus) | am Elstermühlgraben, mit Hausdurchgang, historisierende Klinkerfassade, Veranden mit gusseisernen Säulen, baugeschichtlich von Bedeutung | 09291707 |
| Weitere Bilder                          | Mietshaus in geschlossener Bebauung und in Ecklage | Friedrich-Ebert-Straße 70 (Karte)       | 1880er Jahre (Mietshaus) | am Elstermühlgraben, historisierende Putzfassade mit Eckerker, Stuck im Eingangsbereich, ehemals Veranden mit gusseisernen Säulen, baugeschichtlich von Bedeutung | 09291708 |
| Weitere Bilder                          | Mietshaus in halboffener Bebauung in Ecklage | Friedrich-Ebert-Straße 71 (Karte)       | 1873 (Mietshaus) | Gebäude in Ecklage ausgebildet (vermutlich an einer projektierten Straße), Putzfassade mit Balkons, im Stil des Historismus, hufeisenförmiges Treppenauge, baugeschichtlich von Bedeutung | 09291665 |
|                                         | Mietshaus in geschlossener Bebauung | Friedrich-Ebert-Straße 73 (Karte)       | 1872 (Mietshaus) | mit Tordurchfahrt, repräsentative Putzfassade im Stil des Historismus, Holzpaneele und Wandgliederung im Eingangsbereich, baugeschichtlich von Bedeutung | 09291666 |
|                                         | Mietshaus in halboffener Bebauung und in Ecklage | Friedrich-Ebert-Straße 75 (Karte)       | 1871 (Mietshaus) | in Ecklage zum Elstermühlgraben, historisierende Putzfassade, mit Eckerker, Stuck im Eingangsbereich, baugeschichtlich bedeutsamer Eckbau | 09291667 |
| Weitere Bilder                          | Villa mit Garten | Friedrich-Ebert-Straße 77 (Karte)       | 1863-1864 (Villa) | am Elstermühlgraben, repräsentative Putzfassade, mit Balkons, bemerkenswertes Neorenaissancegebäude, baugeschichtlich und personengeschichtlich bedeutsam, künstlerischer Wert Denkmaltext Zunächst entstand 1863-1864 auf dem am Elstermühlgraben und unmittelbar neben der Westbrücke gelegenen Grundstück ein schlichtes klassizistisches Mietshaus für den Kaufmann Friedrich Robert Liebich. Maurermeister Otto Steib übernahm Entwurf und Ausführung. Gleichzeitig wurde ein kleines Nebengebäude, die Schleußenanlage und die massive Ufermauer beantragt. Nach einem Eigentümerwechsel 1880, nunmehr ist Kaufmann Louis Davignon anzusprechen, wurde ein Umbauantrag gestellt. Dabei sollte durch das Baugeschäft Bauer & Roßbach das Wohnhaus bis einschließlich der Balkenlage über dem Parterre abgebrochen werden, um das Souterrain zu erhöhen und das Obergeschoss völlig neu auszuführen. Federführend hinsichtlich des Entwurfs war Architekt Arwed Roßbach. In den Akten ist ein Gartenplan eingeheftet und befindet sich auch der Antrag für eine Ufermauer an der rückwärtigen Grundstücksgrenze, zur Alten Elster hin. Vom 26. September 1881 datiert das Bau-Revisions-Protokoll. 1925 gelangt das Grundstück in den Besitz des Vereins Agronomenhaus eGmbH, der es aus Händen des Oberstleutnants a. D. Alexander Curt Davignon übernimmt. Im Folgejahr Durchführung einiger kleinerer Umbauarbeiten, 1943 werden in Folge des verheerenden Bombenangriffs auf die Messestadt Leipzig im Dezember nur einige Fensterschäden gemeldet. Das Vorhaben einer Gebäudesicherung bekommt Konturen im Januar 2004 durch den Stadtverband der Hörgeschädigten Leipzig e. V., der das Gebäude übernimmt und nutzen möchte. Nach ersten Sicherungsmaßnahmen begannen im Juli 2004 umfänglichere Sanierungsarbeiten. Noch immer positioniert sich der kompakte Villenbau als Akzent im Straßenverlauf, betont zudem durch den am Gebäude vorbeiführenden Gewässergraben der Elster. Architektonisch und baukünstlerisch gehört die Villa zu den bemerkenswertesten Neorenaissancebauten in Leipzig: die feinteilige Putzfassade besitzt eine prachtvolle Sandsteingliederung und erfährt ihre dekorative Ergänzung durch detailfreudigen Schmuckdekor. Neben der straßenseitigen Hauptschauseite fällt insbesondere die zum Wasserlauf gerichtete Südseite ins Auge mit einem durch zwei Hermenpilaster geprägten Standerker. Das Gebäude wird gemeinhin als "Roßbachsche Villa" bezeichnet – damit wird die Autorschaft des renommierten Architekten Arwed Roßbach manifestiert und das Haus mit seinem pittoresken Erscheinungsbild in besonderer Weise gewürdigt. Künstlerische, baugeschichtliche und stadtgeschichtliche Bedeutung. LfD/2013 | 09291710 |
|                                         | Mietshaus in geschlossener Bebauung | Friedrich-Ebert-Straße 80 (Karte)       | 1863 (Mietshaus) | mit Tordurchfahrt, Putzfassade von klassizistischer Wirkung, teilweise bleiverglaste Treppenhausfenster, baugeschichtlich von Bedeutung Denkmaltext Mechanikus Carl Friedrich Große erwarb das Grundstück an der damaligen Weststraße mit der Absicht, ein Wohngebäude errichten zu lassen. Hierfür gewann er den Maurermeister Otto Leonhardt, der im Mai 1863 die Baugenehmigung erwirkte. Hinter der noch klassizistisch intendierten Putzfassade waren pro Etage zwei großzügige Wohnungen vorgesehen mit Privét im Treppenhaus, Wohnraum für vier Parteien im Dachgeschoss sowie Waschhaus und einer Werkstätte im Souterrain. Sparsam wurde der Stuckdekor auf der straßenseitigen Gebäudeansicht aufgebracht, das Dach besaß Schieferdeckung. Der Bauantrag für ein rückwärtiges Wohngebäude 1898 erfuhr abschlägigen Bescheid, im Jahr 1909 erging der positive Bescheid für ein (niedrigeres) Werkstattgebäude im Auftrag des Glasermeisters August Albert Möbius, was die Einrichtung einer Durchfahrt im Vorderhaus mit sich brachte. Entwurf und Bauleitung übernahm Architekt Gustav Steinert. Zeitgleich Einbau eines Ladens im Vorderhaus. Mit den Arbeiten wurde die Fa. Max und Woldemar Vogel betraut. Nach Brandschäden im Zweiten Weltkrieg erfolgten Ausbesserungen und zwischen 1966 und 1971 der Einbau von Sozialräumen für die PGH Bau-Möbel. In den 1920er Jahren waren im Hofgebäude die Firmen Feinmechanische Anstalt Korndörfer & Bretschneider sowie die Sächsische Manometerfabrik GmbH ansässig. Der bereits 1910 vergrößerte und ab 1961 durch die HO Lebensmittel genutzte Laden erfuhr 1978 den Umbau zur Werkstatt des Bereichs "Modische Maschen" für den Verlag für die Frau. Leidliche Sanierung in den 1990er Jahren. Baugeschichtlich und ortsentwicklungsgeschichtlich von besonderem Interesse als Mietwohnungsbau zwischen Spätklassizismus und Gründerzeit. LfD/2013 | 09291668 |
|                                         | Mietshaus in ehemals geschlossener Bebauung und Werkstattgebäude im Hof | Friedrich-Ebert-Straße 83 (Karte)       | 1861 (Mietshaus), 1904 (Werkstatt) | mit Läden, historistische Putzfassade, Holzpaneele und Windfangtür im Eingangsbereich, baugeschichtlich von Bedeutung | 09291670 |
|                                         | Mietshaus in geschlossener Bebauung | Friedrich-Ebert-Straße 84 (Karte)       | 1871 (Mietshaus) | mit Tordurchfahrt und ehemals Laden, Putzfassade mit Sandsteingliederung, zeittypische spätklassizistische Mietshaus-Architektur von baugeschichtlicher Bedeutung Denkmaltext Im Gründerjahr 1871 erging das Baugesuch des in Plagwitz wohnenden Johann Gottfried Ebert für Errichtung eines Mehrfamilienwohngebäudes an der damaligen Weststraße Nummer 50 mit zwei Wohnungen in jeder Etage und einem Waschhaus im Kellergeschoss. Für Entwurf und Ausführung unterzeichnete Maurermeister Julius Langrock aus Lindenau. Die feinteilig konzipierte Putzfassade über Zyklopmauerwerksockel mit spätklassizistischem Stuckdekor, hervorgehoben ein Seitenrisalit mit der Durchfahrt zwischen kannelierten Pilastern und gekuppelten Fenstern in zwei Etagen. Milch- und Produktenhändler Johann Karl Kösser ließ 1884 einen heute nicht mehr vorhandenen Laden einbauen. Als Grundstücksbesitzer sind namhaft nach Kösser der Fleischermeister Otto Reichelt, Maurermeister Karl Gottlob Franz Kloß (ab 1906), Fleischermeister Otto Zeymer (ab 1912). Letzterer initiierte 1939 den kompletten Fassadenumbau, ausgeführt durch das Baugeschäft Ernst Viereckel, dessen Ergebnis noch heute sichtbar ist. Ein aus vier Etagen zuzüglich Mansardgeschoss bestehendes Hinterwohngebäude wurde 1876-1877 unter Kösser nach Entwürfen des Architekten Herm. Bode errichtet und 2005 durch die Neue Gründerzeit GmbH abgebrochen. Als eines der wenigen spätklassizistischen Mietshäuser in Leipzig von hervorgehobener baugeschichtlicher Bedeutung. LfD/2011 | 09291671 |
|                                         | Mietshaus in ehemals geschlossener Bebauung und Werkstattgebäude im Hof | Friedrich-Ebert-Straße 85 (Karte)       | 1861 (Mietshaus), 1904 (Werkstatt) | Vorderhaus mit Tordurchfahrt, historisierende Putzfassade, Hofgebäude 1904 als Stall errichtet, bauhistorischer Wert | 09291672 |
|                                         | Mietshaus in geschlossener Bebauung | Friedrich-Ebert-Straße 86 (Karte)       | 1866 (Mietshaus) | mit Tordurchfahrt, zeittypische Putzfassade, baugeschichtlich und stadtteilentwicklungsgeschichtlich bedeutsamer Wohnbau des Spätklassizismus Denkmaltext Im Kern hat sich eines der nur noch selten erhaltenen spätklassizistischen Mietshäuser der Leipziger Westvorstadt erhalten: 1866 erbaut nach Entwurf von Zimmermeister G. H. Wolkwitz für Sattlermeister Carl A. Becker und den Dekorationsmaler August Wilhelm Birkholz. Zwei Wohnungen waren in jeder Etage eingerichtet, mit Privét im Treppenhaus. Einen einschneidenden Umbau erfuhr das Haus 1926-1927 unter Klempnermeister Franz Oskar Jedermann, der von Baumeister Eugen Horn und wohl auch Emil Hörtzsch das Erdgeschoss mit Läden umrüsten ließ. Dadurch machte sich auch eine Veränderung der Eingangssituation notwendig: der Hauseingang wurde von der Hoffront zur Straße hin verlegt. Verantwortlich war Architekt Georg Ruhnow. Trotz einiger Störungen in der Fassadenstruktur ist doch die außerordentlich feinsinnig konzipierte und zurückhaltend dekorierte Spätklassizismusfassade erhalten geblieben. Prägend dereinst die beiden seitlichen Tore, deren darüber liegende Fensterachsen einen edlen Rahmen bilden. Die Ausstattung hat sich weitgehend erhalten, u. a. das Treppenhaus nebst farblicher Wandabwicklung, die Wohnungseingangstüren sowie die Türen in den Wohnungen. Sanierung 2012. Als eines der wenigen erhaltenen vorgründerzeitlichen Mietshäuser der Leipziger Erweiterungsgebiete am Zentrumsrand von besonderer baugeschichtlicher und stadtentwicklungsgeschichtlicher Bedeutung. LfD/2012 | 09303719 |
|                                         | Doppelmietshaus (mit Jahnallee 31) in geschlossener Bebauung und in Ecklage | Friedrich-Ebert-Straße 88 (Karte)       | um 1870 (Hälfte eines Doppelmietshauses) | mit Läden, Putzfassade mit Sandsteingliederung, baugeschichtlich von Bedeutung | 09291711 |
| Weitere Bilder                          | Gartenpavillon an der Willmar-Schwabe-Straße (das Mietshaus 2007 abgebrochen) | Friedrich-Ebert-Straße 91 (Karte)       | 19. Jh. (Gartenpavillon) | aufwendig gestalteter Putzbau mit Sandsteingliederungen, bau- und ortsgeschichtlich von Bedeutung | 09291673 |
| Weitere Bilder                          | Geschäftshaus in halboffener Bebauung | Goerdelerring 5 (Karte)                 | 1903 (Geschäftshaus) | städtebaulich markantes Gebäude, heute Hauptsitz der Industrie- und Handelskammer zu Leipzig, Reformstil-Architektur, mit orts- und baugeschichtlichem Wert | 09263854 |
|                                         | Feuerwehrgebäude in halboffener Bebauung | Goerdelerring 7 (Karte)                 | im Kern 1881 (Feuerwache), Umbau 1927-1928 (Feuerwache) | Putzfassade, Hoffassade in Klinker, großer geschichtlicher Wert, stadtbaugeschichtlich und architekturhistorisch von Interesse, Bedeutung für die Volksbildung, Seltenheitswert | 09293048 |
| Weitere Bilder                          | Gedenkstein | Gottschedstraße (Karte)                 | bezeichnet 1966 (Gedenkstein) | zum Gedenken an die ehemalige ehemalige Synagoge, in der Pogromnacht 1938 zerstört und danach abgetragen, Geschichtswert, Erinnerungswert | 09290896 |
| Weitere Bilder                          | Messehaus Cosmos (ehem.); Hotel Kosmos (ehem.); Innside; Zwei straßenseitige Fassaden eines Messehauses in Ecklage | Gottschedstraße 1 (Karte)               | im Kern vermutlich 1853 (Fassade), Umbau 1920-1921 (Fassade) | mit Ladenzone, Putzfassade, ehemals Giebel mit Sandsteinbekrönungen (2015 abgebrochen), ortsgeschichtlich von Bedeutung (Kosmoshaus) | 09290866 |
| Weitere Bilder                          | Wohn- und Geschäftshaus in geschlossener Bebauung, im Innern originaler Aufzug sowie Gedenktafel | Gottschedstraße 4 (Karte)               | 1899 (Wohn- und Geschäftshaus) | viergeschossiges Gebäude mit repräsentativer Sandsteinfassade, am Haus Gedenktafel für den Maler Max Schwimmer (1895-1960), baugeschichtlich und ortsentwicklungsgeschichtlich von Bedeutung | 09290868 |
|                                         | Wohn- und Geschäftshaus in geschlossener Bebauung | Gottschedstraße 6 (Karte)               | um 1900 (Wohn- und Geschäftshaus) | mit Tordurchfahrt und Läden, Putzfassade mit zwei Erkern und Balkons, im Dach zwei Zwerchgiebel, geätzte Treppenhausfenster, baugeschichtlich von Bedeutung | 09290867 |
|                                         | Theaterbau in geschlossener Bebauung in Ecklage (Anschrift: Bosestraße 1 und Gottschedstraße 8), mit Lessingbüste und Gedenktafel | Gottschedstraße 8 (Karte)               | 1954-1957 (Theater) | Putzfassaden mit Sandsteinelementen, in den Formen der nationalen Bautradition, Entwurf: Architektenkollektiv Karl Souradny, Franz Herbst, Rolf Brummer, städtebaulich markanter wirkungsvoller Bau von baugeschichtlichem, stadt- und theatergeschichtlichem Wert | 09290964 |
| Weitere Bilder                          | Mietshaus in geschlossener Bebauung | Gottschedstraße 9 (Karte)               | 1899 (Mietshaus) | mit Läden, Klinkerfassade, baugeschichtlicher Wert | 09290869 |
| Weitere Bilder                          | Mietshaus in geschlossener Bebauung | Gottschedstraße 11 (Karte)              | 1899 (Mietshaus) | mit Läden, Sandsteinfassade, baugeschichtlicher Wert | 09290870 |
|                                         | Mietshaus in ehemals geschlossener Bebauung | Gottschedstraße 12 (Karte)              | 1900 (Mietshaus) | mit Tordurchfahrt und Läden, Putzfassade, baugeschichtlicher Wert | 09290871 |
| Weitere Bilder                          | Mietshaus in geschlossener Bebauung | Gottschedstraße 13 (Karte)              | 1899 (Mietshaus) | mit Hausdurchgang und Läden, Sandsteinfassade, Prägetapete im Treppenhaus, baugeschichtlicher Wert | 09290872 |
|                                         | Mietshaus in geschlossener Bebauung und in Ecklage | Gottschedstraße 15 (Karte)              | 1881 (Mietshaus) | mit Tordurchfahrt und Läden, Klinkerfassade mit Eckerker, Holzpaneele in der Tordurchfahrt, mit baugeschichtlichem Wert | 09290873 |
|                                         | Mietshaus in geschlossener Bebauung und Theaterbau im Hof | Gottschedstraße 16 (Karte)              | um 1900 (Mietshaus) | markante Putzfassade, nach 1948 Kammerspiele, das Theater 1984-2008 Neue Szene genannt, ortshistorisch und baugeschichtlich von Bedeutung | 09290895 |
|                                         | Mietshaus in geschlossener Bebauung | Gottschedstraße 17 (Karte)              | 1884 (Mietshaus) | mit Tordurchfahrt und Laden, Putzfassade, baugeschichtlicher Wert | 09290874 |
|                                         | Mietshaus in halboffener Bebauung | Gottschedstraße 18 (Karte)              | 1881 (Mietshaus) | mit Tordurchfahrt und Läden, Klinker-Sandstein-Fassade, baugeschichtlich bedeutsam | 09290875 |
|                                         | Mietshaus in geschlossener Bebauung | Gottschedstraße 19 (Karte)              | 1883 (Mietshaus) | in Ecksituation, Putzfassade, baugeschichtlich von Wert | 09290876 |
|                                         | Mietshaus in geschlossener Bebauung | Gottschedstraße 20 (Karte)              | 1881 (Mietshaus) | Klinker-Sandstein-Fassade, Säulen und Mosaik im Eingangsbereich, baugeschichtlicher Wert | 09290877 |
|                                         | Mietshaus in geschlossener Bebauung | Gottschedstraße 21 (Karte)              | 1885 (Mietshaus) | Putzfassade, baugeschichtliche Bedeutung | 09290878 |
| Weitere Bilder                          | Mietshaus in geschlossener Bebauung | Gottschedstraße 22 (Karte)              | 1881 (Mietshaus) | mit Läden, Klinkerfassade, baugeschichtlicher Wert | 09290879 |
|                                         | Mietshaus in geschlossener Bebauung | Gottschedstraße 23 (Karte)              | 1882 (Mietshaus) | Putzfassade, baugeschichtlicher Wert | 09290880 |
|                                         | Mietshaus in ehemals geschlossener Bebauung | Gottschedstraße 25 (Karte)              | 1881 (Mietshaus) | Putzfassade, baugeschichtliche Wertigkeit | 09290881 |
|                                         | Mietshaus in geschlossener Bebauung (bauliche Einheit mit Thomasiusstraße 9a) | Gottschedstraße 28 (Karte)              | 1913 (Mietshaus) | Putzfassade, Reformstil-Architektur, baugeschichtlich von Bedeutung | 09290883 |
|                                         | Mietshaus in geschlossener Bebauung und in Ecklage | Gottschedstraße 29 (Karte)              | 1885 (Mietshaus) | mit Hausdurchgang und Laden, Putzfassade, geätzte Treppenhausfenster, sehr reicher Stuck im Hausdurchgang und Holzpaneele, baugeschichtlich von Bedeutung | 09290882 |
|                                         | Mietshaus in halboffener Bebauung in Ecklage | Gottschedstraße 30 (Karte)              | 1866 (Mietshaus) | Putzfassade mit Sandsteingliederung, baugeschichtlich von Bedeutung | 09290884 |
|                                         | Mietshaus in geschlossener Bebauung | Gottschedstraße 31 (Karte)              | 1885 (Mietshaus) | mit Tordurchfahrt, Putzfassade, baugeschichtlich von Bedeutung | 09290885 |
|                                         | Mietshaus in geschlossener Bebauung | Gottschedstraße 32 (Karte)              | 1867-1868 (Mietshaus) | Putzfassade mit Sandsteingliederung, baugeschichtlich von Bedeutung | 09290886 |
|                                         | Mietshaus in geschlossener Bebauung | Gottschedstraße 33 (Karte)              | 1870er Jahre (Mietshaus) | mit Hausdurchgang, Putzfassade, früher Gründerzeitbau mit stadtentwicklungsgeschichtlicher Bedeutung | 09299261 |
|                                         | Mietshaus in geschlossener Bebauung | Gottschedstraße 34 (Karte)              | 1867-1868 (Mietshaus) | mit Tordurchfahrt, Putzfassade mit Sandsteingliederung, baugeschichtlich von Bedeutung | 09290887 |
|                                         | Mietshaus in geschlossener Bebauung | Gottschedstraße 35 (Karte)              | 1872-1873 (Mietshaus) | klassizistisch wirkende Putzfassade, baugeschichtlich von Bedeutung Denkmaltext Zum 9. November 1872 kam die Baugenehmigung zur Ausreichung, die Schlussprüfung fand am 1. Mai des Folgejahres statt. Der aus Lindenau gebürtige Bauunternehmer Gottfried Eduard Scheide initiierte den Mietshausbau mit jeweils einer Wohnung pro Stockwerk und innenliegenden Privets. Hofseitig wurden der Fassade Veranden vorgestellt. Später übernahm der Ingenieur J. Franz Michaud das Grundstück, er ließ 1885 ein bereits 1874 erbautes kleines Hofgebäude durch Maurermeister Wilhelm Alfred Krobitzsch vergrößern. Für 1927 sind Dacharbeiten am Vorderhaus belegt durch Architekt und Baumeister Max Theuerkorn für Elsa verw. Polster. In den Jahren 1998-2001 Sanierung, Umbau, Balkonanbau und Arbeiten am Hinterhaus. Der Gründerzeitbau besitzt einen Sockel aus Bruchsteinmauerwerk und eine verputzte Fassade, wobei die ursprüngliche Eleganz spätklassizistischer Architekturauffassung eher noch auf dem in der Bauakte eingehefteten (zweiten) Fassadenentwurf ersichtlich ist: strenge Fensterverdachungen mit Verzicht aufwendigen Stuckdekors, Nutungen im Erdgeschoss, eine Zahnschnittleiste unter der Traufe. Auf den 1872 zunächst vorgesehenen Laden im Souterrain wurde nach Planänderungen verzichtet. Regelrecht ernüchternd ist das heutige Erscheinungsbild einer deutlich vereinfachten Straßenfront und zeigen der hofseitige Anbau mit großen Fensteröffnungen sowie ein mit Balkonanlagen zugestelltes Nebengebäude ein nur sehr schwach ausgeprägtes denkmalpflegerisches Verständnis der Bauherren aus der letzten Sanierungsphase. Denkmalwert wohl nur mehr im Zusammenhang, baugeschichtlich interessant als Haus der Gründerzeit in der Westvorstadt. LfD/2015 | 09290888 |
|                                         | Mietshaus in geschlossener Bebauung | Gottschedstraße 36 (Karte)              | 1867-1868 (Mietshaus) | Putzfassade, baugeschichtlich bedeutsam als Zeugnis der vorstädtischen Stadterweiterung unmittelbar vor der Reichsgründung Denkmaltext Der Bauantrag für drei Gebäude "... neben seinem bereits stehenden ... Wohnhaus" erging am 19.12.1867 durch Heinrich Adolph Plaul und den mit der Ausführung beauftragten Maurermeister Richard Müller. 1881/1882 wurde im Mietshaus ein Laden eingebaut im Auftrag des Kohlenhändlers Carl Evers. Wegen Einrichtung eines Luftschutzraumes im Keller sollte die dort befindliche Waschküche 1941 ins Souterrain verlegt werden, ausführender Betrieb war 1942 das Baugeschäft von Maurermeister R. Reichert. Januar 1950 erfolgte die Schlussprüfung für einen im Jahr zuvor begehrten "Hausdurchgang nach dem Hofe", den Architekt J. Baudinot verantwortete. Sanierung, Umbau, Einbau eines Fahrstuhles und Balkonanbau wurden im November 1997 genehmigt. Recht schlicht präsentiert sich die verputzte Fassade, die keinen Dekor der spätklassizistischen Bauzeit mehr aufweist, einige wenige Teile der Ausstattung sind vermutlich erhalten. Im Rahmen der Sanierung 1997/1998 erfolgte auch ein recht unsensibler Dachgeschossausbau. Baugeschichtlich und ortsentwicklungsgeschichtlich interessanter Bau vor der deutschen Reichsgründung, Zeugnis für die Entwicklung der Leipziger Westvorstadt. LfD/2013 | 09262693 |
|                                         | Mietshaus in geschlossener Bebauung | Gottschedstraße 37 (Karte)              | 1872 (Mietshaus) | Putzfassade, im geschlossenen Ensemble der gründerzeitlichen Stadterweiterung im Leipziger Westen erbautes Haus, mit baugeschichtlichem Wert Denkmaltext Der Bauantrag für ein Wohngebäude datiert vom 16. März des Jahres 1872, gestellt von Friedrich August Oertel. Jeweils nur eine Wohnung pro Etage sah Friedrich August Heilmann vor, der die Pläne unterzeichnete. In den oberen Etagen zeigten jeweils drei Stuben zur Straße, das Privet befand sich hinter der Wohnungstür, wegen des Hausdurchgangs im Parterre war das Logis hier etwas kleiner. Vorgelegte Tekturen bezogen sich auf die Einrichtung von zwei Mieteinheiten im Dachgeschoss, am 20. Dezember erfolgte die Ausfertigung des Bau-Revisions-Protokolls. Einhergehend mit der Sanierung im Zeitraum der Jahre 2000/2001 durch die Firma L-Konzept Baumanagement GmbH als Investor und dem planenden Architekten Schahryar Essari wurden die Etagengrundrisse verändert und Balkone angebaut, die Gauben sollten original erhalten bleiben. Ein schmaler Seitenrisalit mit dem hohen Türbogen des Durchgangs und der Zyklopmauerwerksockel, insbesondere aber der erlesen feingliedrige Gründerzeitstuck gliedert neben Gesimsen und Verdachungen die vollständig verputzte Straßenfront. In Anlehnung an die Bauaktenzeichnung erhielt das Erdgeschoss seine Putznutung zurück, Teile der Ausstattung sind erhalten. Für das im geschlossenen Ensemble der gründerzeitlichen Stadterweiterung im Leipziger Westen stehende Haus besteht ein baugeschichtlicher Wert. LfD/2016 | 09290889 |
|                                         | Mietshaus in halboffener Bebauung, mit Hofflügel | Gottschedstraße 38 (Karte)              | 1872 (Mietshaus) | Putzfassade mit Erker, baugeschichtliche Wertigkeit | 09290890 |
|                                         | Mietshaus in geschlossener Bebauung | Gottschedstraße 39 (Karte)              | 1872 (Mietshaus) | Putzfassade mit Sandsteingliederung, baugeschichtlicher Wert | 09290891 |
|                                         | Mietshaus in offener Bebauung | Gottschedstraße 40 (Karte)              | nach 1880 (Mietshaus) | in zurückgesetzter Grundstückslage, historisierende Putzfassade, zwischen 1908 und 1937 Kinderheim der Leipzig-Loge, sozialgeschichtlicher und baugeschichtlicher Wert | 09290892 |
|                                         | Mietshaus in geschlossener Bebauung | Gottschedstraße 41 (Karte)              | um 1880 (Mietshaus) | historisierende Putzfassade, baugeschichtlicher Wert | 09299249 |
| Weitere Bilder                          | Mietvilla, mit Nebengebäude und Ufermauer | Gottschedstraße 44 (Karte)              | 1870-1871 (Villa), 1872 (Hinterhaus), 1865 (Stützmauer) | Putzfassade, Marmor im Eingangsbereich, baugeschichtlich von Bedeutung Denkmaltext Nach Aufteilung von Gerhards Garten, einem der berühmtesten Barockgärten der Leipziger Bürgerschaft, gelangte auch das spitzwinklige Flurstück zwischen Elsterwasser und späterer Poniatowskistraße in neue Hände. Zunächst erfolgte die Befestigung des Uferbereichs auf dieser Seite des Elstermühlgrabens mit einer Mauer. Maurermeister J. G. Siegel stand hierbei 1865 unter Vertrag des Direktors bzw. Mitglieds der Direktion der Allgemeinen Deutschen Credit Anstalt, Herrn Friedrich Jacob Alfred List. 1911 erfolgte eine Ausbesserung der aus baubehördlicher Sicht in mangelhaftem Zustand befindlichen Ufermauer, die später unter der Überdeckung des Wasserlaufes verschwand. Eine Grundstückseinfriedung zu den Straßenbereichen folgte erst 1871. Im Jahr zuvor, also 1870, war durch den erwähnten Siegel sowie Herrn Maurermeister Friedrich Ullrich ein Wohngebäude errichtet worden. Die klassische Villa besaß eine großzügige Diele mit Oberlicht am Anschluss an das Entree im Parterre, woran sich drei Zimmer, ein Salon und ein Saal schlossen. Küche, Küchenstube und Speisekammer lagen nebst Leutestube und Hausmannswohnung im Souterrain. Sieben Privaträume befanden sich in der oberen Etage, fünf Stuben und Bodenraum unterm Dach. In der zweiten Jahreshälfte 1871 wurde eine Veranda angebaut und 1872 ein zweigeschossiges Nebengebäude an der nordöstlichen Ecke des Grundstücks direkt an der Ufermauer errichtet. In einer jeden Etage befanden sich Stube, Kammer und Küche, im Treppenhaus das Privet, im Keller lediglich Lagerräume. List verpflichtete für Entwurf und Ausführung den Baurat Gustav Müller. Das Jahr 1907 war durch einige Umbauten des Villengebäudes geprägt (tätig hier das Baugeschäft Bastänier & George im Auftrag der List'schen Erben): Verlegung Kellerzugang, Änderung Treppe im Erdgeschoss, Einfügen einer neuen geschossübergreifenden Küchentreppe sowie ein massiver Anbau als Erkerausbaus an der Westseite. Das Vorhaben für Instandsetzungsarbeiten und Putzausbesserungen am Villengebäude 1960 fand erst 1963 Genehmigung, einhergehend mit der Aufstellung des Poniatowskidenkmals im Rahmen der Feiern zur 150-Jahrfeier der Völkerschlacht bei Leipzig. Für die hier gestaltete öffentliche Anlage wurden große Teile des Gartenbereichs des Villengrundstücks in Beschlag genommen. Im Straßenverlauf der Gottschedstraße nimmt das ehemals List'sche Grundstück (gemeinsam mit Nummer 42) eine hervorgehobene Stellung ein, fällt der Villenbau im Verlauf der geschlossenen Wohnhauszeilen der 1860er und 1870er Jahre markant ins Auge. Über einem Bruchsteinsockel steht das verputzte Mauerwerk der Villa mit gesamt fünf Fensterachsen, einem dreiachsigen Mittelrisalit, seitlichen Anbauten und einem verschieferten Mansardgeschoss nebst großzügigem Dachhaus. Ein Vergleich mit der detaillierten Entwurfszeichnung der Fassaden zeigt allerdings die starke Vereinfachung der Fassadenstruktur, durch den Verzicht auf einige Gesimse und Schmuckdekor sowie die wenig dem spätklassizistischen Habitus der Architektur entsprechenden Gliederungen und Fensterrahmungen. Die originalen Rahmen der großen Kellerfenster sind aus Sandsteinwerkstein, Teile der großbürgerlichen historistischen Ausstattung sind erhalten. Gleichfalls mit sichtbarem Bruchsteinmauerwerk zeigt sich der Sockel des verputzten Hofgebäudes. Bedauerlich ist die komplette Pflasterung des Hofbereiches mit Betonsteinen. Von der Gartenanlage hat sich auf dem Privatgrundstück nur eine außergewöhnlich eindrucksvolle Platane erhalten, einige wenige weitere Bäume des Gartens gehören heute zur öffentlichen Grünfläche, auf der das Poniatowskidenkmal steht. LfD/2019 | 09290893 |
|                                         | Mietshaus in geschlossener Bebauung | Gottschedstraße 45 (Karte)              | 1874 (Mietshaus) | historisierende Putzfassade mit Sandsteingliederung, baugeschichtlich bedeutsam | 09290894 |
|                                         | Mietshaus in offener Bebauung und in Ecklage, sowie Einfriedung und Vorgarten | Gustav-Mahler-Straße 1 (Karte)          | 1852 (Mietshaus) | Putzfassade, baugeschichtlich von Bedeutung | 09291656 |
|                                         | Wohnhaus in halboffener Bebauung | Gustav-Mahler-Straße 1a (Karte)         | um 1905 (Wohnhaus) | Klinkerfassade mit Fachwerkstruktur, baugeschichtlich von Bedeutung | 09291085 |
|                                         | Villa mit Vorgarten und Einfriedung | Gustav-Mahler-Straße 2 (Karte)          | 1855 (Villa) | markante Lage an einer Straßenbiegung, historisierende Putzfassade, baugeschichtlicher Wert | 09299160 |
|                                         | Wohnhaus in offener Bebauung mit Garagen-Anbau, Garten und Einfriedung | Gustav-Mahler-Straße 5 (Karte)          | 1935, im Kern älter (mit Anbau) | Putzfassade, im Stil des Art déco, im Kern älter, baugeschichtlich von Bedeutung | 09290168 |
|                                         | Wohnhaus in offener Bebauung, mit Vorgarten und Einfriedung | Gustav-Mahler-Straße 6 (Karte)          | um 1870 (Wohnhaus) | klassizistisch wirkende Putzfassade, baugeschichtlich von Bedeutung | 09290497 |
|                                         | Mietshaus in offener Bebauung, mit Vorgarten | Gustav-Mahler-Straße 8 (Karte)          | 1896-1897 (Mietshaus) | mit Tordurchfahrt, repräsentative historistische Sandsteinfassade, Stuck und Wandgliederung in der Tordurchfahrt, baugeschichtlich von Bedeutung | 09290169 |
|                                         | Wohnhaus in offener Bebauung und Vorgarten | Gustav-Mahler-Straße 10 (Karte)         | 1855 (Wohnhaus) | Putzfassade, baugeschichtliche Bedeutung als einem der ältesten erhaltenen Häuser in der Westvorstadt | 09290171 |
| Direkt Bild zu diesem Denkmal hochladen | Hinterhaus im Hof (Friedrich-Ebert-Straße 45b, ehemals Fabrikgebäude) und Mietshaus (Gustav-Mahler-Straße 20) in halboffener Bebauung | Gustav-Mahler-Straße 20 (Karte)         | 1874 (Hinterhaus), 1874 (Mietshaus) | schlichte Putzfassade, ehemals Teil einer Wagenbau- und Geschirrfabrik (siehe auch Friedrich-Ebert-Straße 45a/47a), ortsgeschichtlich und industriegeschichtlich von Bedeutung | 09291704 |
| Direkt Bild zu diesem Denkmal hochladen | Hinterhaus im Hof (Friedrich-Ebert-Straße 47b, ehemals Fabrikgebäude) und Mietshaus (Gustav-Mahler-Straße 22) in halboffener Bebauung | Gustav-Mahler-Straße 22 (Karte)         | 1874 (Hinterhaus), 1874 (Mietshaus) | schlichte Putzfassade, ehemals Teil einer Wagenbau- und Geschirrfabrik (siehe auch Friedrich-Ebert-Straße 45a/47a), ortsgeschichtlich von Bedeutung | 09291030 |
|                                         | Mietshaus in halboffener Bebauung, mit Vorgarten | Gustav-Mahler-Straße 24 (Karte)         | 1857 (Mietshaus) | Putzfassade, baugeschichtlich von Bedeutung | 09291032 |
|                                         | Mietshaus in geschlossener Bebauung, mit Vorgarten | Gustav-Mahler-Straße 29 (Karte)         | 1865 (Mietshaus) | mit Tordurchfahrt, Putzfassade, baugeschichtlich von Bedeutung | 09291033 |
|                                         | Mietshaus in geschlossener Bebauung in Ecklage, mit Vorgarten | Gustav-Mahler-Straße 31 (Karte)         | 1868 (Mietshaus) | mit Hausdurchgang, Putzfassade, Windfangtür mit geätzten Scheiben, baugeschichtlich von Bedeutung | 09291034 |
|                                         | Mietshaus in geschlossener Bebauung und in Ecklage, mit Einfriedung und Vorgarten | Hauptmannstraße 1 (Karte)               | 1880-1882, bezeichnet 1881 (Mietshaus) | historisierende Sandstein-Putz-Fassade, reiche Ausstattung, baugeschichtlich von Bedeutung | 09290196 |
|                                         | Mietshaus in geschlossener Bebauung | Hauptmannstraße 3 (Karte)               | 1880-1881 (Mietshaus) | Gebäude mit Tordurchfahrt, Putzfassade, teilweise geätzte Treppenhausfenster, baugeschichtlich von Bedeutung | 09290197 |
|                                         | Villa mit Einfriedung | Hauptmannstraße 4 (Karte)               | 1883 (Villa) | historisierende Klinkerfassade, Villa des Rechtsanwalts Dr. Oscar Langbein, baugeschichtlich von Bedeutung | 09290198 |
|                                         | Doppelmietshaus (Hauptmannstraße 10 und Käthe-Kollwitz-Straße 73) in halboffener Bebauung und in Ecklage | Hauptmannstraße 10 (Karte)              | um 1885 (Doppelmietshaus) | Klinkerfassade mit Erkern, Balkons zur Hauptmannstraße, Stuck und Wandgliederungen im Eingangsbereich, baugeschichtlich von Bedeutung | 09290739 |
|                                         | Mietshaus in geschlossener Bebauung | Hauptmannstraße 11 (Karte)              | 1873 (Mietshaus) | mit Hausdurchgang, Putzfassade, Stuck im Hausdurchgang, baugeschichtlich von Bedeutung | 09290199 |
|                                         | Mietshaus in geschlossener Bebauung | Hauptmannstraße 13 (Karte)              | 1872 (Mietshaus) | Putzfassade, teilweise geätzte Treppenhausfenster, baugeschichtlich von Bedeutung | 09290200 |
|                                         | Mietshaus in halboffener Bebauung | Hauptmannstraße 15 (Karte)              | 1874 (Mietshaus) | historisierende Putzfassade, ortsentwicklungsgeschichtliche Bedeutung | 09299397 |
| Weitere Bilder                          | Einfriedung eines Grundstücks | Hillerstraße 1 (Karte)                  | um 1885 (Einfriedung) | Sandsteinpfeiler auf Granitsockeln mit schmiedeeisernem Gitter, handwerklich-künstlerischer Wert | 09290207 |
|                                         | Ehemalige Toreinfahrt eines Grundstückes | Hillerstraße 3 (Karte)                  | Ende 19. Jh. (Tor) | schmiedeeisernes Tor im Garten, handwerklich-künstlerischer Wert | 09290205 |
|                                         | Mietshaus in offener Bebauung, mit zwei seitlichen Toreinfahrten | Hillerstraße 4 (Karte)                  | 1881-1882 (Mietshaus) | Putzfassade mit Erker, Prägetapete im Eingangsbereich, baugeschichtlich von Bedeutung | 09290206 |
|                                         | Doppelmietshaus (Anschrift: Sebastian-Bach-Straße 5 und Hillerstraße 5) in offener Bebauung und in Ecklage, mit Einfriedung und Garten | Hillerstraße 5 (Karte)                  | 1883 (Doppelmietshaus) | repräsentative Klinkerfassade mit Sandsteingliederung, im Stil des Historismus, baugeschichtlich von Bedeutung | 09290609 |
| Weitere Bilder                          | Thomasschule; Schule mit Einfriedung, zwei Toreinfahrten, Vorgarten und Turnhalle im Hof | Hillerstraße 7 (Karte)                  | 1878-1879 (Schule) | historistische Putzfassade, zwischen Hauptmannstraße und Hillerstraße an der Sebastian-Bach-Straße, Außenstelle der Thomasschule (1951-1973), baugeschichtlich und ortsgeschichtlich von Bedeutung | 09292766 |
| Weitere Bilder                          | Alumnat einer Schule, mit angebauter Turnhalle und Einfriedung | Hillerstraße 8 (Karte)                  | 1880-1881 (Schule) | Putzfassade, die zugehörige Neue Thomasschule von 1876-1877 (Schreberstraße 9) kriegszerstört, der mächtige Historismusbau als ehemaliges Alumneum von baugeschichtlichem und sozialgeschichtlichem Wert | 09290208 |
| Weitere Bilder                          | Haus Pommer; Doppelmietshaus (Hillerstraße 9 und Käthe-Kollwitz-Straße 69) in halboffener Bebauung und in Ecklage | Hillerstraße 9 (Karte)                  | 1885 (Doppelmietshaus) | Klinkerfassade mit Eckerker, reiche Sandsteingliederung, prächtige Balkons, Bleiglasfenster im Innern, baugeschichtlich von Bedeutung | 09290737 |
| Direkt Bild zu diesem Denkmal hochladen | Sachgesamtheit Richard-Wagner-Hain (Park in den Stadtteilen Lindenau und Zentrum-West), mit den Einzeldenkmalen: ehemalige Pfeiler- oder Gartenhalle und östliche Uferterrasse mit Stützmauern (siehe Einzeldenkmalliste - Obj. 09286411, OT Zentrum-West, Jahnallee), weiterhin Parkanlage (OT Zentrum-West und OT Lindenau, Jahnallee) und Grünbereich zwischen Palmengartenwehr und Käthe-Kollwitz-Straße (OT Zentrum-West, Käthe-Kollwitz-Straße) und als Sachgesamtheitsteile: Reste des ehemaligen Richard-Wagner-Nationaldenkmals (OT Zentrum-West, Jahnallee) - (siehe auch Sachgesamtheitsliste - Obj. 09305235, OT Lindenau, Jahnallee) | Jahnallee (Karte)                       | 1932-1938 (Richard-Wagner-Hain), 1933-1942 (unvollendetes Richard-Wagner-Denkmal)                                                                                                 | architektonisch gestaltete monumentale Parkanlage, auch Allinger-Anlage genannt nach dem Gartenarchitekten Gustav Allinger, der Park angelegt im Zusammenhang mit dem nicht vollendeten Richard-Wagner-Nationaldenkmal, Parkanlage in wesentlicher Grundstruktur erhalten, insbesondere in seiner Raumbildung, Flächengliederung und Bodenmodellierung, mit Rasenparterres, Böschungen, Wege- und Platzflächen inklusive Treppenanlagen, struktur- und raumbildender Bepflanzung und Ausstattungselementen sowie Sichtachsen innerhalb der Anlage und Blickbeziehungen zwischen Elsterflutbecken im westlichem und östlichem Bereich, in den 1950er Jahren Einbeziehung des Richard-Wagner-Hains in den Zentralen Kulturpark »Clara Zetkin«, geschichtliche, gartenkünstlerische, wissenschaftliche und städtebauliche Bedeutung | 09299063 |
| Weitere Bilder                          | Einzeldenkmale der Sachgesamtheit Richard-Wagner-Hain: ehemalige Pfeiler- oder Gartenhalle und östliche Uferterrasse mit Stützmauern (siehe auch Sachgesamtheitsliste - Obj. 09299063, OT Zentrum-West, Jahnallee) | Jahnallee (Karte)                       | 1932-1938 (Richard-Wagner-Hain) | architektonisch gestaltete monumentale Parkanlage, auch Allinger-Anlage genannt, Gartenarchitekt: Gustav Allinger, der Park angelegt im Zusammenhang mit dem nicht vollendeten Richard-Wagner-Nationaldenkmal, Anlage in wesentlicher Grundstruktur erhalten, in den 1950er Jahren Einbeziehung des Richard-Wagner-Hains in den Zentralen Kulturpark »Clara Zetkin«, geschichtliche, gartenkünstlerische, wissenschaftliche und städtebauliche Bedeutung | 09286411 |
|                                         | Mietshaus in geschlossener Bebauung | Jahnallee 1 (Karte)                     | um 1885 (Mietshaus) | mit Hausdurchgang und Läden, Putzfassade, bleiverglaste Treppenhausfenster, Ladenfront mit Marmor, baugeschichtlich von Bedeutung | 09291651 |
|                                         | Mietshaus in geschlossener Bebauung | Jahnallee 3 (Karte)                     | 1881 (Mietshaus) | mit Läden, historisierende Klinkerfassade, geätzte Treppenhausfenster, baugeschichtlich von Bedeutung | 09291652 |
|                                         | Mietshaus in geschlossener Bebauung | Jahnallee 5 (Karte)                     | um 1880 (Mietshaus) | mit Läden, Klinkerfassade, baugeschichtlich von Bedeutung | 09263853 |
|                                         | Mietshaus in geschlossener Bebauung | Jahnallee 7 (Karte)                     | um 1865 (Mietshaus) | mit Tordurchfahrt und Läden, Putzfassade mit Sandsteingliederung, baugeschichtlich von Bedeutung | 09291653 |
|                                         | Mietshaus in geschlossener Bebauung | Jahnallee 9 (Karte)                     | um 1865 (Mietshaus) | mit Läden, Putzfassade mit Sandsteingliederung, baugeschichtlich von Bedeutung | 09291654 |
|                                         | Mietshaus in geschlossener Bebauung | Jahnallee 11 (Karte)                    | 1873 (Mietshaus) | mit Hausdurchgang und Laden, Putzfassade, bleiverglaste Treppenhausfenster, baugeschichtlich von Bedeutung | 09291678 |
|                                         | Mietshaus in geschlossener Bebauung | Jahnallee 13 (Karte)                    | um 1860 (Mietshaus) | mit Hausdurchgang und Ladenfront im Souterrain, Putzfassade mit Sandsteingliederung, baugeschichtlich von Bedeutung | 09291680 |
|                                         | Doppelmietshaus in geschlossener Bebauung sowie zwei Seitenflügel im Hof und Dachgarten ehemals auf dem Werkstattgebäude | Jahnallee 17; 19 (Karte)                | 1863 (Doppelmietshaus), 1894-1895 (Dachgarten Werkstattgebäude), 1899-1900 (Nummer 19, Hofgebäude), 1894-1895 (Nummer 17, Hofgebäude)                                             | Vorderhaus mit Tordurchfahrt und Läden, Putzfassade mit Sandsteingliederung, bemerkenswertes vorgründerzeitliches Ensemble mit baugeschichtlichen und stadtentwicklungsgeschichtlichem Wert, der Dachgarten von Seltenheitswert und 2014 rekonstruiert nach Abbruch des Werkstattgebäudes 2013 Denkmaltext Gebaut wurde auf der sogenannten Ochsenwiese, an der die Frankfurter Straße von Leipzig aus als Ausfallstraße gen Westen führte. Zimmermeister Friedrich August Nietzschmann fungierte in Personalunion für die Erbauung zweier spiegelbildlicher Wohnhäuser im Jahr 1863/1864. Im Erdgeschoss jeweils eine Durchfahrt und eine Ladenwohnung, im Keller die Waschhäuser, in den Obergeschossen jeweils eine Wohnung mit vier Stuben, Küche, Korridor und bemerkenswerterweise bereits einem Abort unter Wohnungsverschluss. Verschiedene Hofgebäude entstanden in den Jahren 1872 (Seitenflügel Nummer 17), 1894-1895 (Lagergebäude für eine Dachdeckerfirma), 1899-1900 (Seitenflügel Nummer 19), die Geschäftszonen erfuhren bereits ab 1878 mehrfach Umgestaltungen. Erwähnenswert diesbezüglich die Konditorei von Robert Haas in Nummer 19. Vornehm zurückhaltend stellen sich noch heute die verputzten Straßenfassaden dar, mit wenig Dekor dem Stil des Leipziger Klassizismus huldigend. Insbesondere im Hinblick auf die infolge Kriegsbombardement und sozialistischer Vernachlässigung zu konstatierenden baulichen Verluste in der Leipziger Westvorstadt sind die erhaltenen Wohngebäude aus dem zweiten Drittel des 19. Jahrhunderts selten und von hohem Zeugniswert, auch gerade mit Verweis auf die erhaltene Ausstattung. Einmalig in ganz Sachsen dürfte ein auf dem Lagergebäude des Schieferdeckermeisters Karl Habenicht eingerichteter Garten sein, der neben einem kleinen Teich auch eine hölzerne Laube besaß. In der Konstruktion mit Eisenträgern und preußischen Kappen sind einige Lichtschächte eingebaut gewesen (Gartenrekonstruktion nach Befund und historischem Foto auf neuem Unterbau im Herbst 2014). Sanierung der Areals 2012-2014 mit starkem Eingriff in die Denkmalsubstanz durch umfassende Wohnungsgrundrissveränderungen, ein Aufreißen der Hoffassaden, komplette Vernichtung der Wohnungs-Innentüren und historischen Kachelöfen sowie Abbruch des Treppenhauses mit dreieckigem Auge im westlichen Hofflügel. Ausstattung des eingerichteten Fleischerladens 2014 mit neuen Antikkacheln. LfD/2012, 2014 | 09291683 |
|                                         | Mietshaus in geschlossener Bebauung | Jahnallee 21 (Karte)                    | um 1865 (Mietshaus) | mit Tordurchfahrt und Laden, zeittypische Putzfassade, hölzerne originale Ladenfront, baugeschichtlich von Bedeutung | 09291686 |
|                                         | Mietshaus in geschlossener Bebauung und Hofgebäude sowie Ausstattung des Fleischerladens | Jahnallee 23 (Karte)                    | um 1870 (Mietshaus) | mit Läden, Putzfassade, Windfangtür mit geätzter Verglasung, baugeschichtlich von Bedeutung | 09291687 |
|                                         | Doppelmietshaus (mit Elsterstraße 65) in geschlossener Bebauung | Jahnallee 25 (Karte)                    | um 1875, Hälfte eines Doppelmietshauses (Doppelmietshaus) | mit Tordurchfahrt und Läden, Putzfassade, Stuck in der Tordurchfahrt, baugeschichtlich von Bedeutung | 09299278 |
| Direkt Bild zu diesem Denkmal hochladen | Mietshaus in geschlossener Bebauung | Jahnallee 29 (Karte)                    | 1870er Jahre (Mietshaus) | fünfgeschossiges Gebäude mit Läden, Putzfassade, teilweise bleiverglaste Treppenhausfenster, Marmor und Stuckreliefs im Eingangsbereich, baugeschichtlich von Bedeutung | 09291689 |
| Direkt Bild zu diesem Denkmal hochladen | Doppelmietshaus (mit Friedrich-Ebert-Straße 88) in geschlossener Bebauung und in Ecklage | Jahnallee 31 (Karte)                    | um 1870, Hälfte eines Doppelmietshauses (Doppelmietshaus) | mit Läden, Putzfassade, Stuck im Eingangsbereich, baugeschichtlich von Bedeutung | 09291690 |
| Direkt Bild zu diesem Denkmal hochladen | Bronzerelief »Aufbruch« | Jahnallee 59 (Karte)                    | 1970-1973 (Relief) | von Frank Ruddigkeit, Klaus Schwabe und Rolf Kuhrt, 1970-1973 für den Neubaukomplex der Karl-Marx-Universität am Karl-Marx-Platz vor dem früheren Rektoratsgebäude der Universität aufgestellt, ab 2008 auf dem Gelände der ehemaligen DHfK (vor Marschnerstraße 29c, Jahnallee 59), künstlerisch von Bedeutung | 09306372 |
| Weitere Bilder                          | Sachgesamtheit Deutsche Hochschule für Körperkultur, mit folgenden Einzeldenkmalen: Sporthallen und Verwaltungsbauten (Anschrift: Jahnallee 59 und Marschnerstraße 31), Verbindungsbauten zwischen den Sporthallen, Plastiken und zwei Ziergittertoranlagen an den seitlichen Zugängen am Hauptgebäude Jahnallee sowie künstlerische Ausstattung des Mensagebäudes (Anschrift: Marschnerstraße 29c) - (siehe Einzeldenkmaldokument - Obj. 09306371), sowie gesamte Hochschulanlage als Sachgesamtheitsteil, mit Eichenallee Richtung Mainzer Straße sowie Grünfläche mit Natursteinmauern und Ziersträuchern zwischen den Sporthallen und der Allee | Jahnallee 59 (Karte)                    | 1953-1957 (Hochschule) | Anlage im Stil der Nationalen Bautradition der 1950er Jahre und im Stil der Moderne der 1960er Jahre, baugeschichtlich und ortsgeschichtlich von Bedeutung | 09291635 |
| Direkt Bild zu diesem Denkmal hochladen | Einzeldenkmal o. g. Sachgesamtheit: Sporthallen, Verwaltungsbauten (teilweise heute Handelshochschule Leipzig, Anschrift: Jahnallee 59 und Marschnerstraße 31), Verbindungsbauten und zwei Ziergittertoranlagen an den seitlichen Zugängen am Hauptgebäude Jahnallee sowie künstlerische Ausstattung des Mensagebäudes (Marschnerstraße 29c) (siehe Sachgesamtheitsdokument - Obj. 09291635, Jahnallee 59) | Jahnallee 59 (Karte)                    | 1953-1957 (Hochschulanlagenteil), 1966 (Plastiken »Speerwerfer« und »Künstlerische Gymn«), 1974/1975 (Plastik »Stabwechsel« und »Sportlerin«), 1985 (Plastik »Antiker Fünfkampf«) | baugeschichtlich und ortsgeschichtlich von Bedeutung | 09306371 |